# 奥尔瑟奈
奥尔瑟奈（法語：Orcenais，法語發音：[ɔʁsənɛ]）是法国谢尔省的一个市镇，属于圣阿芒蒙龙区。

## 地理
奥尔瑟奈（46°43'6"N, 2°25'32"E）面积18.93 平方千米，位于法国中央-卢瓦尔河谷大区谢尔省，该省份为法国中部省份，北起卢瓦雷省，西接卢瓦-谢尔省和安德尔省，南至克勒兹省，东南接阿列省，东临涅夫勒省。
与奥尔瑟奈接壤的市镇（或旧市镇、城区）包括：阿尔孔、布宰、马尔赛、诺济耶尔、奥尔瓦勒、瓦勒奈。

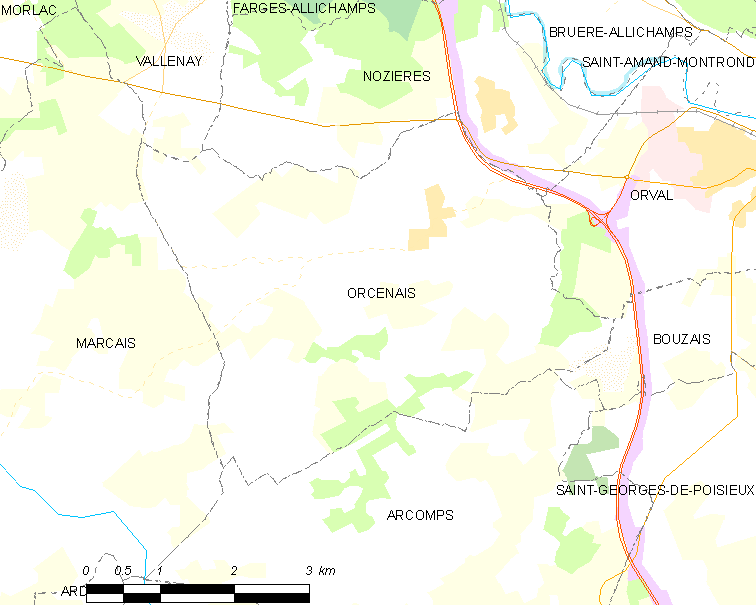
奥尔瑟奈的OSM定位图

奥尔瑟奈的时区为UTC+01:00、UTC+02:00（夏令时）。

## 行政
奥尔瑟奈的邮政编码为18200，INSEE市镇编码为18171。

## 政治
奥尔瑟奈所属的省级选区为圣阿芒蒙龙县。

## 人口

1962-2008年间奥尔瑟奈人口变化图示

奥尔瑟奈于2022年1月1日时的人口数量为242人。